# Félix Maurice Hedde
Pour les articles homonymes, voir Hedde.
Félix Maurice Hedde (31 mars 1879, Brest - 4 mai 1960), est un prélat français.

## Biographie
Petit-fils d'Isidore Hedde et d'Olivier Voutier, il est ordonné prêtre le 24 mai 1902.
Il est évêque titulaire d'Echinus (de) et préfet apostolique du diocèse de Lang Son du 20 novembre 1931 au 11 juillet 1939, alors élevé vicaire apostolique de Lang Son jusqu'à sa mort.